# 育子からの手紙
『育子からの手紙』（いくこからのてがみ）は、2010年4月17日公開の日本映画である。

## 概要
原作は、1989年に刊行された、ある主婦が書いた実話の手記である。
持病で入院することとなった主婦は、同じ病室の隣のベッドで入院中の、中学生の女の子と知り合う。女の子の病気は骨肉腫だった。
そんな二人が、ひょんなことから手紙のやり取りを始める。それは、主婦が退院してからも続いた。作品は、そんな二人の女性の、手紙を通じた心の交流を描いたものである。

## キャスト
- 副島喜美子：原日出子
- 増岡育子：宮﨑香蓮
- 増岡真弓：有森也実
- 増岡敏雄：天宮良
- 副島剛：颯太
- 副島悟：佐藤B作
- 新城：田中実
- 石田：中西良太
- 小野寺：渡瀬恒彦
- うめ：渡辺梓

## スタッフ
- 監督：村橋明郎
- 原作：副島喜美子「育子からの手紙〜15歳、ガンと闘った日々」(筑摩書房刊)
- 脚本：岩田元喜、村橋明郎
- 企画・製作者：相澤徹
- 撮影：寺沼範雄
- 美術：竹内悦子
- 録音：紅谷愃一
- 照明：森谷清彦
- 編集：大髙勲
- 音楽：朝倉紀行
- 製作：フィルム・クレッセント
- 配給：映画「育子からの手紙」製作委員会
- 上映時間：105分

## 主題歌
- 「ほほえみの花」／大津貴子